# جائزة خليفة الدولية لنخيل التمر والابتكار الزراعي
جائزة خليفة الدولية لنخيل التمر والابتكار الزراعي هي جائزة أطلقها صاحب السمو الشيخ خليفة بن زايد آل نهيان بهدف تعزيز وتشجيع الابتكار الزراعي ودراسات أبحاث نخيل التمر وانتشارها في العالم.
وقد وصل عدد المشاركين في الجائزة  حتى  عام 2024 إلى 2012 مشاركا يمثلون 62 دولة في العالم، كما شارك 161 مرشحا من دولة الإمارات يمثلون 8% من المشاركة الدولية، فاز منهم 30 مرشحا.
وفي عام 2023 فازت جائزة خليفة الدولية لنخيل التمر والابتكار الزراعي بجائزة التصميم الدولية في ألمانيا، عن تقريرها العلمي الدولي بعنوان «جائزة خليفة الدولية - تجسير الحدود»، وجاء فوز الكتاب بالجائزة عن فئة أفضل تصميم  وسط منافسة ، بين ما يقرب من 3578 مشروعاً .

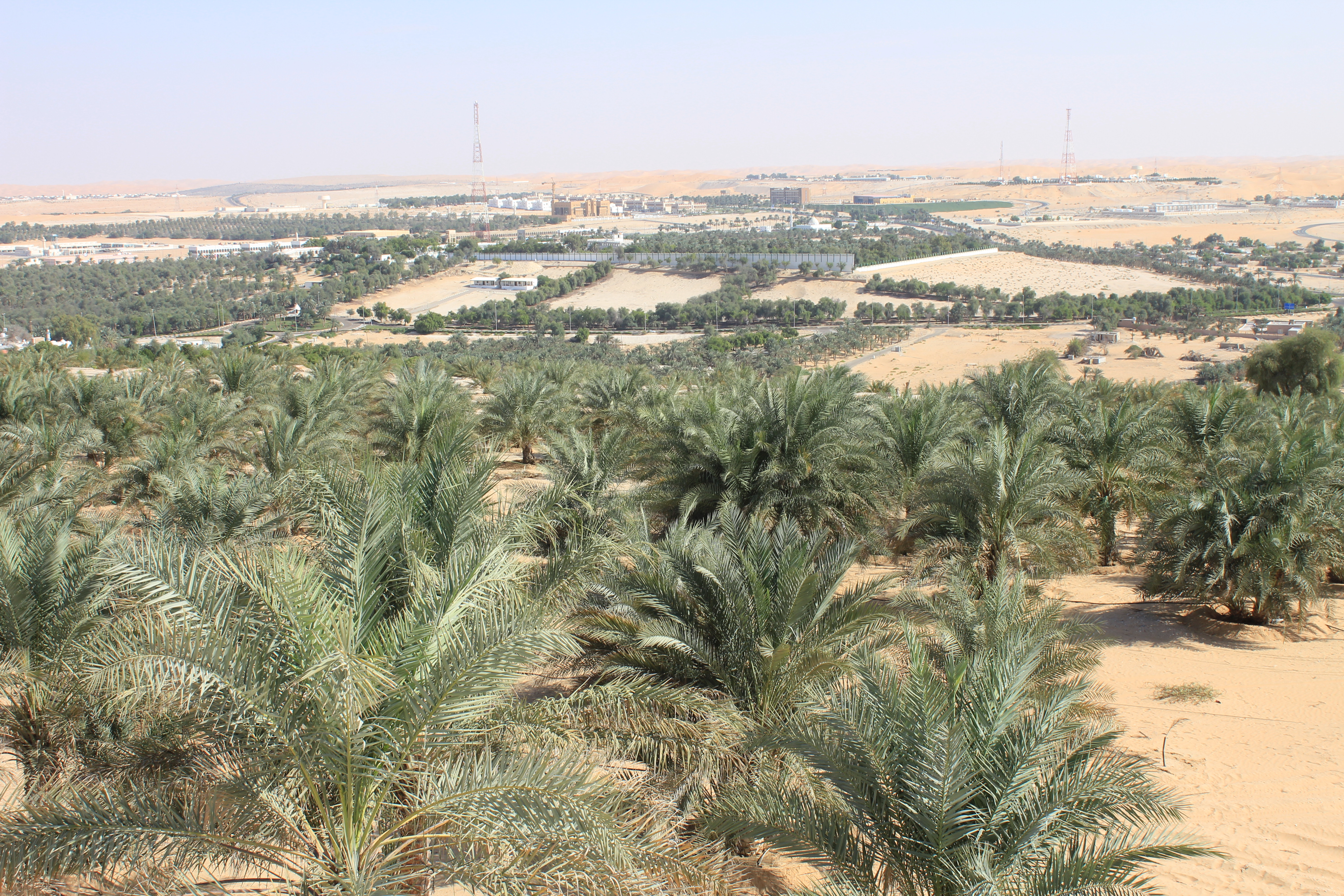
النخيل في واحة ليوا في أبوظبي

## الأهداف
- إبراز الدور الريادي المسؤول لدولة الإمارات في دفع عجلة الإبداع والابتكار في مجال نخيل التمر والقطاع الزراعي، والاهتمام بقضايا حماية البيئة. محاربة الفقر وزيادة الرقعة الخضراء لتحقيق التنمية المستدامة.[5]
- دعم البحث العلمي وتشجيع وتقدير العاملين في تنمية القطاع الزراعي وقطاع نخيل التمر في دولة الإمارات والعالم، والاستفادة من الخبرات المختلفة لتحسين الواقع الزراعي ونخيل التمر وفق أفضل الممارسات العالمية.[6]

## فئات الجائزة
تنقسم الجائزة إلى خمس فئات في مجال الابتكار الزراعي ونخيل التمر، وهي كالتالي:
- الفئة الأولى: فئة الدراسات المتميزة والتكنولوجيا الحديثة ويحصل الفائز على مبلغ وقدره مليون درهم إماراتي (حوالي 300.000 دولار أمريكي)
- الفئة الثانية: فئة المشاريع التنموية والانتاجية الرائدة ويحصل الفائز على مبلغ وقدره مليون درهم إماراتي (حوالي 300.000 دولار أمريكي)
- الفئة الثالثة: فئة المنتجون والمصنعون والمسوقون المتميزون ويحصل الفائز على مبلغ وقدره 750.000.00 درهم إماراتي (حوالي 200.000 دولار أمريكي)
- الفئة الرابعة: فئة الابتكارات الرائدة والمتطورة لخدمة القطاع الزراعي ويحصل الفائز على مبلغ وقدره 750.000.00 درهم إماراتي (حوالي 200.000 دولار أمريكي)
- الفئة الخامسة: فئة الشخصية المتميزة في مجال النخيل والتمر والابتكار الزراعي ويحصل الفائز على مبلغ وقدره 750.000.00 درهم إماراتي (حوالي 200.000 دولار أمريكي)

تمنح إدارة الجائزة أيضًا درع تذكاري وشهادة تقدير للجميع الفئات.

## البرنامج الزمني
- فترة تقديم طلبات الترشيح: 1 يونيو – 31 ديسمبر من كل عام.
- إعلان أسماء الفائزين: خلال الأسبوع الثاني من شهر فبراير من كل عام.
- حفل التكريم: خلال الأسبوع الثاني من شهر مارس من كل عام.

## أعضاء مجلس أمناء الجائزة
يتألف مجلس أمناء الجائزة من:
- الشيخ نهيان مبارك آل نهيان وزير الثقافة وتنمية المعرفة، رئيس مجلس أمناء الجائزة.
- الدكتور عبدالوهاب زايد المستشار الزراعي بوزارة شؤون الرئاسة، الأمين العام للجائزة
- الدكتور/ ثاين بن أحمد الزيودي وزير التغير المناخي والبيئة.
- الدكتور جوزيه دا سيلفيا المدير العام لمنظمة الأغذية والزراعة التابعة للأمم المتحدة.
- الدكتور إبراهيم آدم أحمد الدخريي مدير عام المنظمة العربية للتنمية الزراعية التابعة لجامعة الدول العربية.
- الدكتور علي أبو السبع مدير عام المركز الدولي للبحوث الزراعية في المناطق الجافة.
- المهندس راشد خلفان الشريقي مدير عام جهاز أبوظبي للرقابة الغذائية.
- الدكتور هلال حميد ساعد الكعبي مدير عام مجلس أبوظبي للجودة والمطابقة.

## المسابقات

### مسابقة التصوير الدولية - النخلة في عيون العالم
- الفئة الأولى: نخلة التمر
- الفئة الثانية: الإنسان ونخلة التمر

1. الفائز بالمركز الأول: 15,000درهم إمارتي.
2. الفائز بالمركز الثاني: 10,000 درهم إماراتي.
3. الفائز بالمركز الثالث: 5,000 درهم إماراتي.

بالإضافة إلى شهادة مع درع تذكاري، تمنح إدارة الجائزة أيضًا شهادة مشاركة إلكترونية للجميع.

### مسابقة النخلة بألسنة الشعراء
- الفئة الأولى: فئة الشعر الفصيح
- الفئة الثانية: فئة الشعر النبطي

1. الفائز بالمركز الأول: 15,000درهم إمارتي.
2. الفائز بالمركز الثاني: 10,000 درهم إماراتي.
3. الفائز بالمركز الثالث: 5,000 درهم إماراتي.

بالإضافة إلى شهادة مع درع تذكاري، تمنح إدارة الجائزة أيضًا شهادة مشاركة إلكترونية للجميع.

## تاريخ
- المؤتمر الدولي الأول لنخيل التمر العين (08 - 10 مارس 1998).
- المؤتمر الدولي الثاني لنخيل التمر العين (25 - 27 مارس 2001).
- المؤتمر الدولي الثالث لنخيل التمر أبوظبي (19 - 26 مارس 2006).
- المؤتمر الدولي الرابع لنخيل التمر أبوظبي (15 - 17 مارس 2010).
- المؤتمر الدولي الخامس لنخيل التمر أبوظبي (16 - 18 مارس 2014).[7]
- المؤتمر الدولي السادس لنخيل التمر أبوظبي (19 - 21 مارس 2018).
- المؤتمر الدولي السابع لنخيل التمر أبوظبي  (14 - 16 مارس 2022).[8]

## المهرجانات

### المهرجان الدولي للتمور المصرية
- المهرجان الدولي الاول للتمور المصرية (2017).
- المهرجان الدولي الثاني للتمور المصرية (2018).
- المهرجان الدولي الثالث للتمور المصرية (2019).
- المهرجان الدولي الرابع للتمور المصرية (2021).
- المهرجان الدولي الخامس للتمور المصرية (2022).[9]

### المهرجان الدولي للتمور الأردنية
- المهرجان الدولي الاول للتمور الأردنية (2018).
- المهرجان الدولي الثاني للتمور الأردنية (2019).
- المهرجان الدولي الثالث للتمور الأردنية (2021).[10]

### المهرجان الدولي للتمور السودانية
- المهرجان الدولي الاول للتمور السودانية (2017).
- المهرجان الدولي الثاني للتمور السودانية (2018).
- المهرجان الدولي الثالث للتمور السودانية (2019).
- المهرجان الدولي الرابع للتمور السودانية (2021).[11]

### المهرجان الدولي للتمور الموريتانية
- المهرجان الدولي للتمور المورتانية (2022).[12]

## وصلات خارجية
- الموقع الرسمي
- مجلة الشجرة المباركة
- المحاضرات العلمية
- كتب علمية
- كتاب الفائزين
- الكتاب السنوي
- كتاب التصوير
- التقرير الإعلامي